# Ali-Voho
Ali-Voho och Keski-Voho, eller Vohonjärvet är sjöar i Finland. De ligger i kommunen Posio i landskapet Lappland, i den norra delen av landet, 700 km norr om huvudstaden Helsingfors. Ali-Voho ligger 193,9 meter över havet. Arean är 31,5 hektar och strandlinjen är 3,78 kilometer lång. Sjön  ingår i Simo älvs huvudavrinningsområde. 